# Inselsilikate

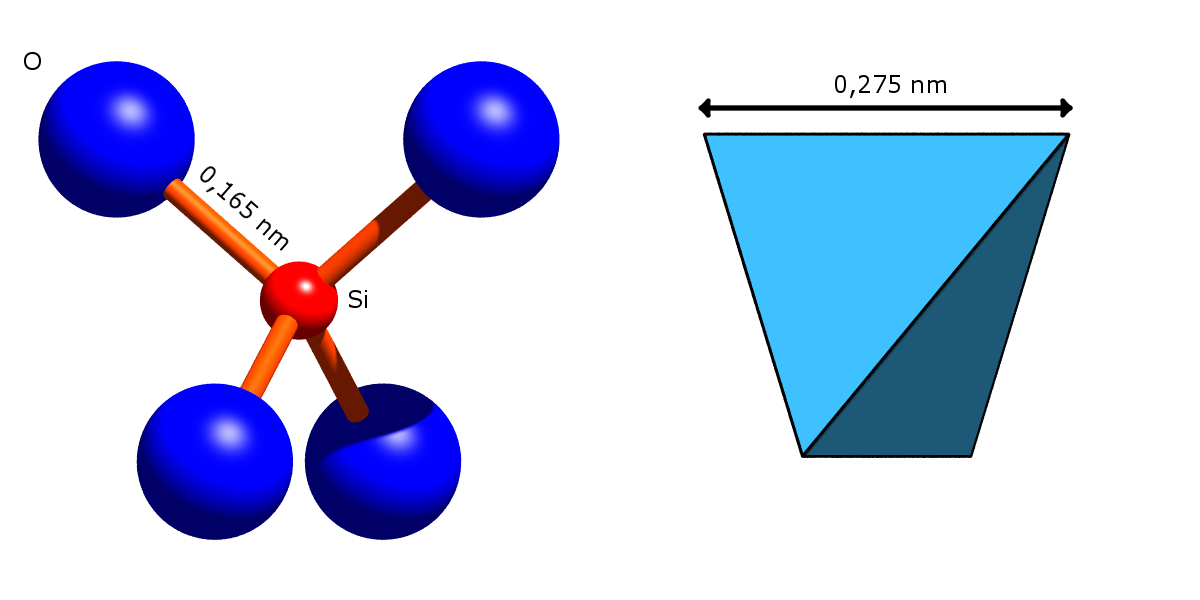
Inselsilikat-Anion des Grossular: links die Darstellung der Atome (rot: Si, blau: O), rechts der sich ergebende Silikat-Tetraeder

Als Inselsilikate (Nesosilikate) bezeichnet man Silikate, deren Silikatanionen aus isolierten SiO4-Tetraedern bestehen, d. h. die SiO4-Tetraeder sind nicht über Si-O-Si-Bindungen miteinander verbunden.
Zu dieser Abteilung der Silikate zählen die bedeutenden gesteinsbildenden Minerale der Granat- und Olivingruppe, Zirkon sowie die wirtschaftlich oder petrologisch wichtigen Alumosilikate Andalusit, Sillimanit, Disthen sowie Staurolith und Topas.
Aus der einfachen Struktur des SiO4-Komplexanions ergibt sich keine ausgeprägte Richtungsabhängigkeit der Eigenschaften der Inselsilikate. Sie sind oft kubisch, tetragonal, trigonal, hexagonal oder orthorhombisch und bilden meist isometrische Kristalle. Die Minerale dieser Abteilung sind meist hart und besitzen einen hohen Brechungsindex sowie eine relativ hohe Dichte.

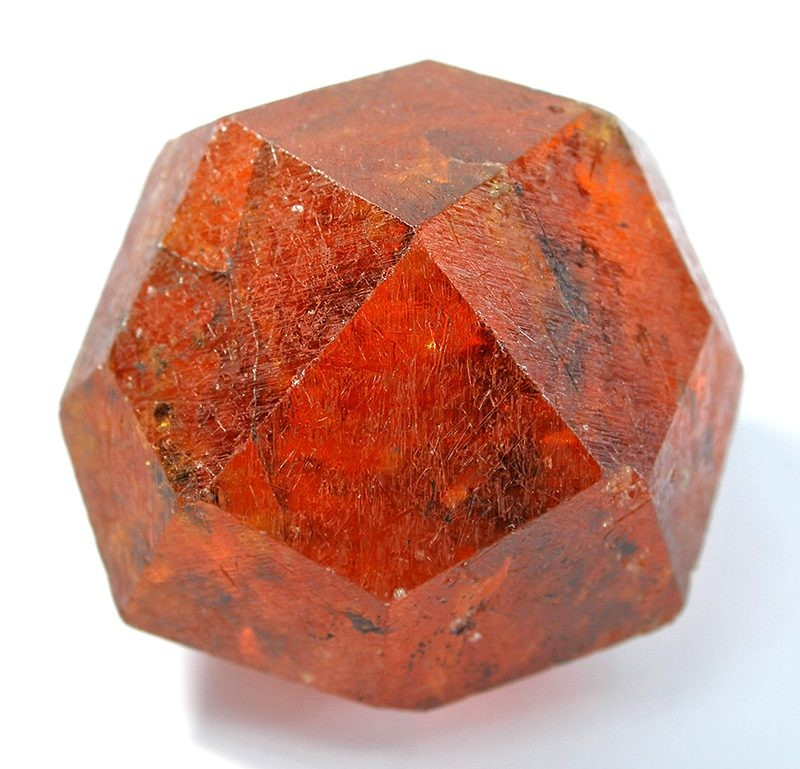
Granat
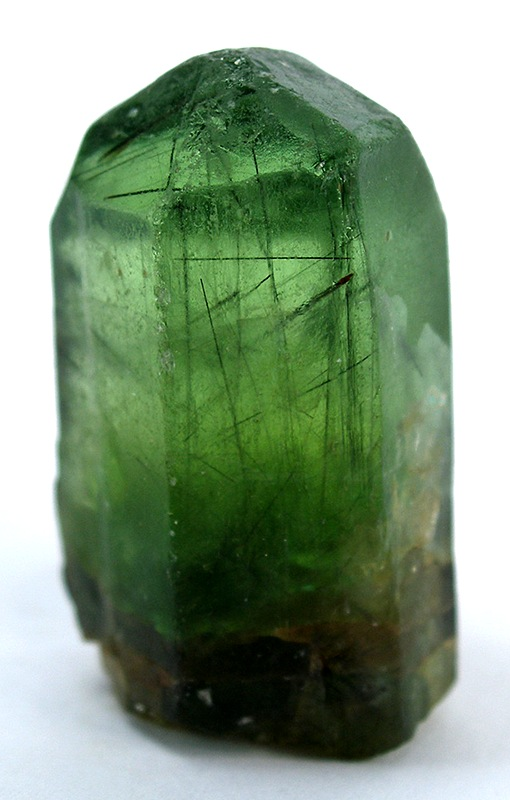
Olivin
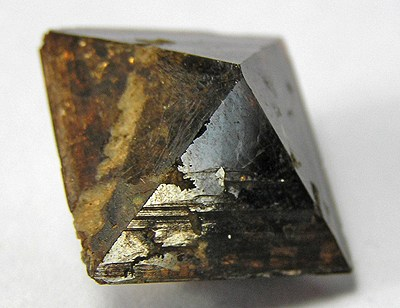
Zirkon
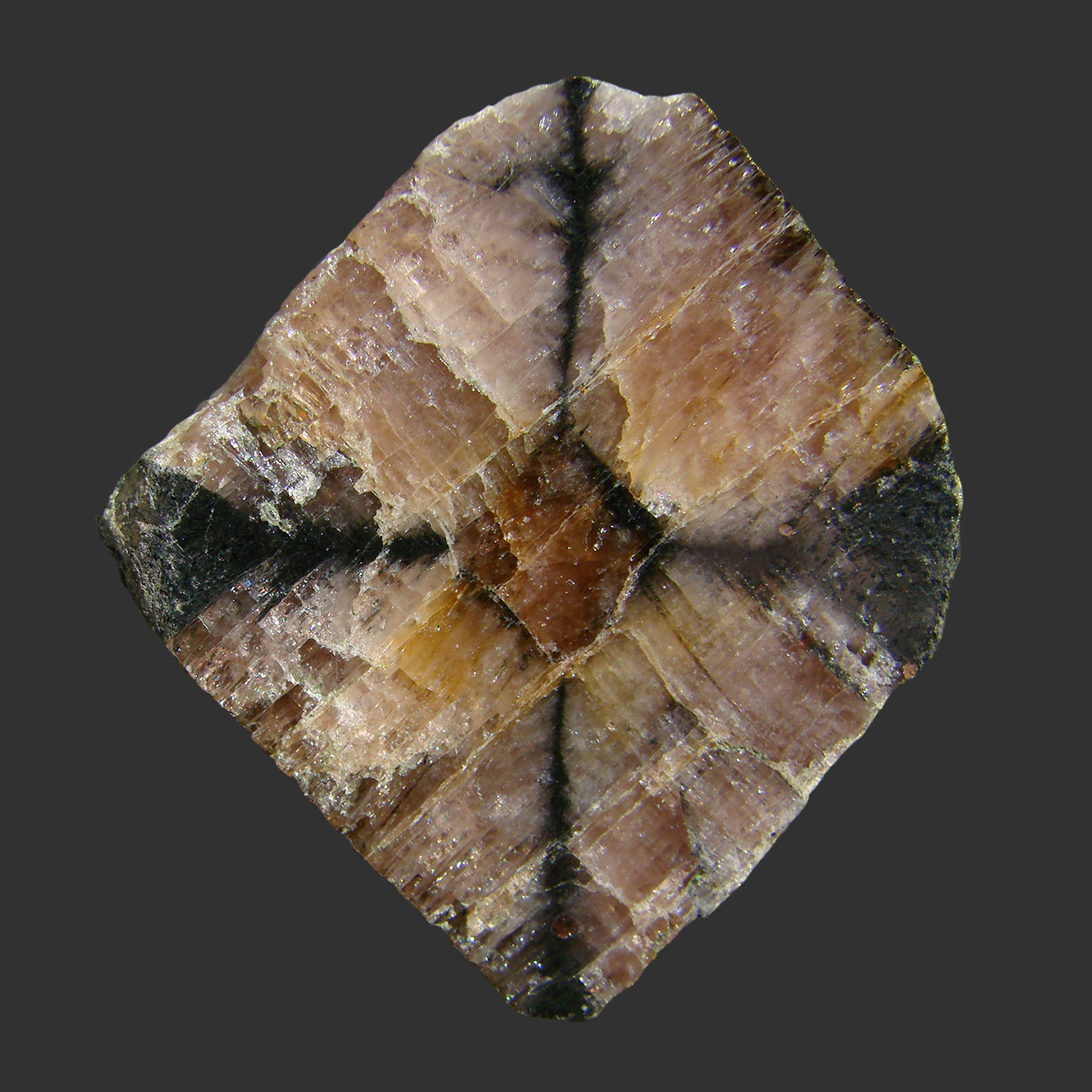
Andalusit
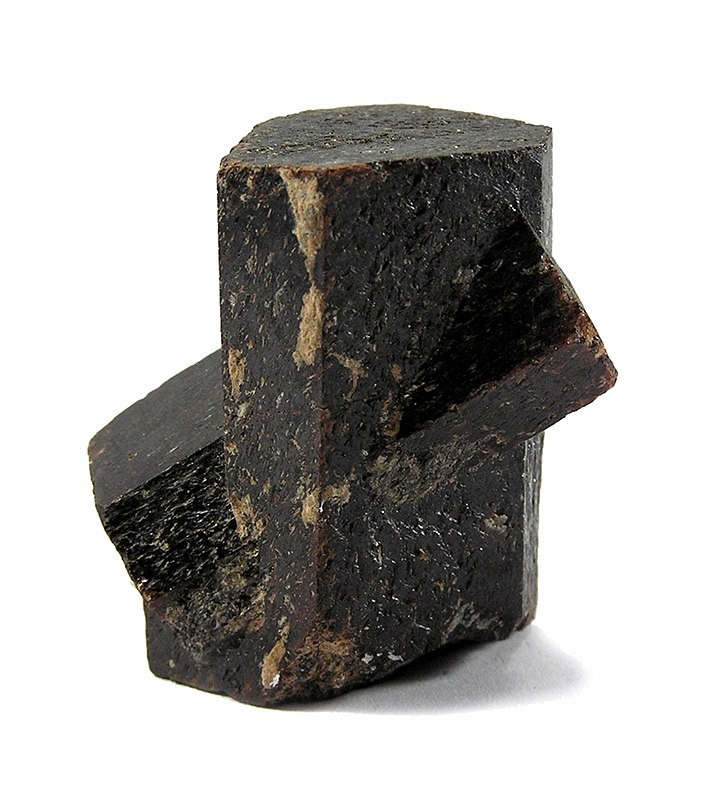
Staurolith
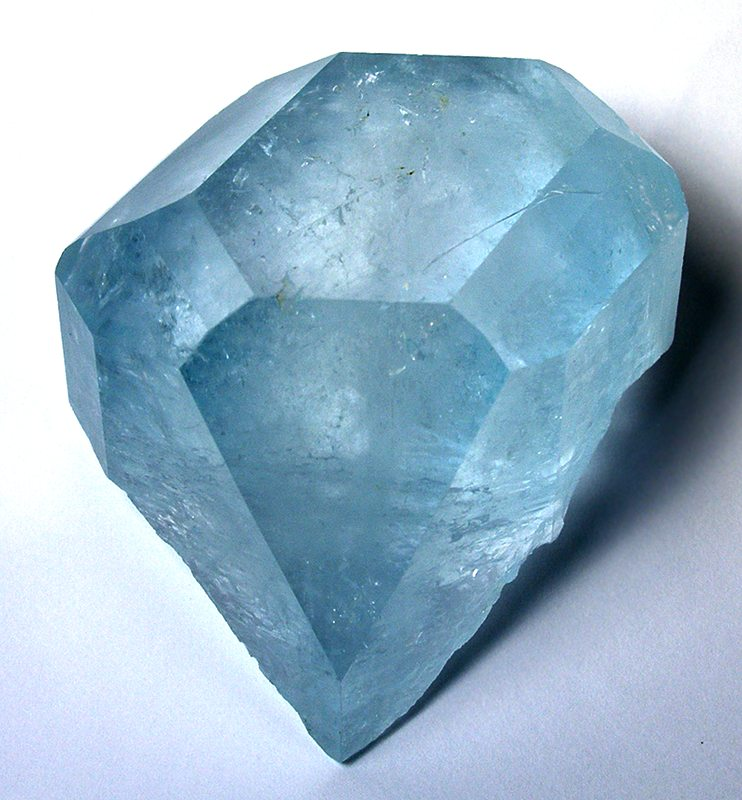
Topas

## Klassifikation
In der strukturellen Klassifikation der Silikate von Liebau gehören die Inselsilikate ebenso wie die Gruppensilikate und Ringsilikate zu den Silikaten mit der Dimensionalität 0, d. h. die Ausdehnung der Silikatanionen ist in keiner Richtung unbegrenzt.
Die Klassifikation von Strunz ordnet die Abteilung der Inselsilikate (9.A) nach der chemischen Umgebung der Kationen in der Struktur sowie nach Vorkommen und Art weiterer Anionen:
A. Inselsilikate ohne zusätzliche Anionen; Kationen in tetraedrischer [4]er-Koordination 
- 9.AA.05: Phenakitgruppe
- 9.AA.10: Liberit

B. Inselsilikate ohne zusätzliche Anionen; Kationen in tetraedrischer [4]er- und größerer Koordination 
- 9.AB.05: Trimerit
- 9.AB.10: Larsenit
- 9.AB.15: Esperit
- 9.AB.20: Rondorfit

C. Inselsilikate ohne zusätzliche Anionen; Kationen in oktaedrischer [6]er-Koordination 
- 9.AC.05: Olivingruppe
- 9.AC.10: Monticellit
- 9.AC.15: Ringwooditgruppe
- 9.AC.20: Chesnokovit

D. Inselsilikate ohne zusätzliche Anionen; Kationen in oktaedrischer [6]er- und gewöhnlich größerer Koordination 
- 9.AD.05: Larnit
- 9.AD.10: Calcio-Olivin
- 9.AD.15: Merwinit
- 9.AD.20: Bredigit
- 9.AD.25: Granatgruppe
- 9.AD.30: Zirkongruppe
- 9.AD.35: Huttonitgruppe
- 9.AD.40: Eulytin
- 9.AD.45: Reidit

E. Inselsilikate mit zusätzlich (O,OH,F,H2O); Kationen in tetraedrisch [4]er- und meist größerer Koordination 
- 9.AE.05: Beryllit
- 9.AE.10: Euklas
- 9.AE.15: Sverigeit
- 9.AE.20: Hodgkinsonit
- 9.AE.25: Gerstmannit
- 9.AE.30: Klinoedrit
- 9.AE.35: Stringhamit
- 9.AE.40: Katoptrit
- 9.AE.45: Yeatmanit
- 9.AE.50: Sphaerobertrandit

F. Inselsilikate mit zusätzlichen Anionen; Kationen in [4]er-, [5]er- und/oder nur [6]er-Koordination 
- 9.AF.05: Sillimanit
- 9.AF.10: Andalusitgruppe
- 9.AF.15: Kyanit
- 9.AF.20: Mullit
- 9.AF.23: Boromullit
- 9.AF.25: Yoderit
- 9.AF.30: Staurolithgruppe
- 9.AF.35: Topasgruppe
- 9.AF.40: Norbergit
- 9.AF.45: Chondroditgruppe
- 9.AF.50: Humitgruppe
- 9.AF.55: Klinohumit, Hydroxylklinohumit, Sonolith
- 9.AF.60: Leukophönicit
- 9.AF.65: Ribbeit
- 9.AF.70: Jerrygibbsit
- 9.AF.75: Welinitgruppe
- 9.AF.80: Ellenbergerit
- 9.AF.85: Chloritoidgruppe
- 9.AF.90: Poldervaartitgruppe

G. Inselsilikate mit zusätzlichen Anionen; Kationen in meist [6]er- und > [6]er-Koordination 
- 9.AG.05: Braunitgruppe
- 9.AG.10: Långbanit
- 9.AG.15: Titanitgruppe
- 9.AG.20: Ceritgruppe
- 9.AG.25: Trimounsit-(Y)
- 9.AG.30: Sitinakit
- 9.AG.35: Kittatinnyit
- 9.AG.40a: Natisit
- 9.AG.40b: Paranatisit
- 9.AG.45: Törnebohmitgruppe
- 9.AG.50: Kuliokit-(Y)
- 9.AG.55: Chantalit
- 9.AG.60: Vuagnatitgruppe
- 9.AG.65: Hatrurit
- 9.AG.70: Jasmundit
- 9.AG.75: Afwillit
- 9.AG.80: Bultfonteinit
- 9.AG.85: Zoltaiit
- 9.AG.90: Tranquillityit

H. Inselsilikate mit CO3, SO4, PO4 usw. 
- 9.AH.05: Iimoriit-(Y)
- 9.AH.10: Tundritgruppe
- 9.AH.15: Spurritgruppe
- 9.AH.20: Ternesit
- 9.AH.25: Ellestaditgruppe
- 9.AH.30: Mattheddleit, Tritomit-(Ce), Tritomit-(Y)

J. Inselsilikate mit BO3-Dreiecken und/oder B[4], Be[4]-Tetraedern, eckenteilend mit SiO4 
- 9.AJ.05: Grandidieritgruppe
- 9.AJ.10: Dumortieritgruppe
- 9.AJ.15: Garrelsit
- 9.AJ.20: Datolithgruppe
- 9.AJ.25: Stillwellit-(Ce)
- 9.AJ.30: Cappelenit-(Y)
- 9.AJ.35: Vicanitgruppe
- 9.AJ.40: Jadarit

K. Uranyl-Insel- und Polysilikate 
- 9.AK.05: Soddyit
- 9.AK.10: Sklodowskit-Cuprosklodowskit-Gruppe
- 9.AK.15: Uranophan-Kasolit-Gruppe
- 9.AK.20: Swamboit-(Nd)
- 9.AK.25: Haiweeitgruppe
- 9.AK.30: Weeksitgruppe
- 9.AK.35: Ursilitgruppe
- 9.AK.40: Uranosilit